# Berkenzaadschubgalmug
De berkenzaadschubgalmug (Semudobia skuhravae) is een muggensoort uit de familie van de galmuggen (Cecidomyiidae). De wetenschappelijke naam van de soort is voor het eerst geldig gepubliceerd in 1977 door Roskam.